# Schweißtuch der Veronika

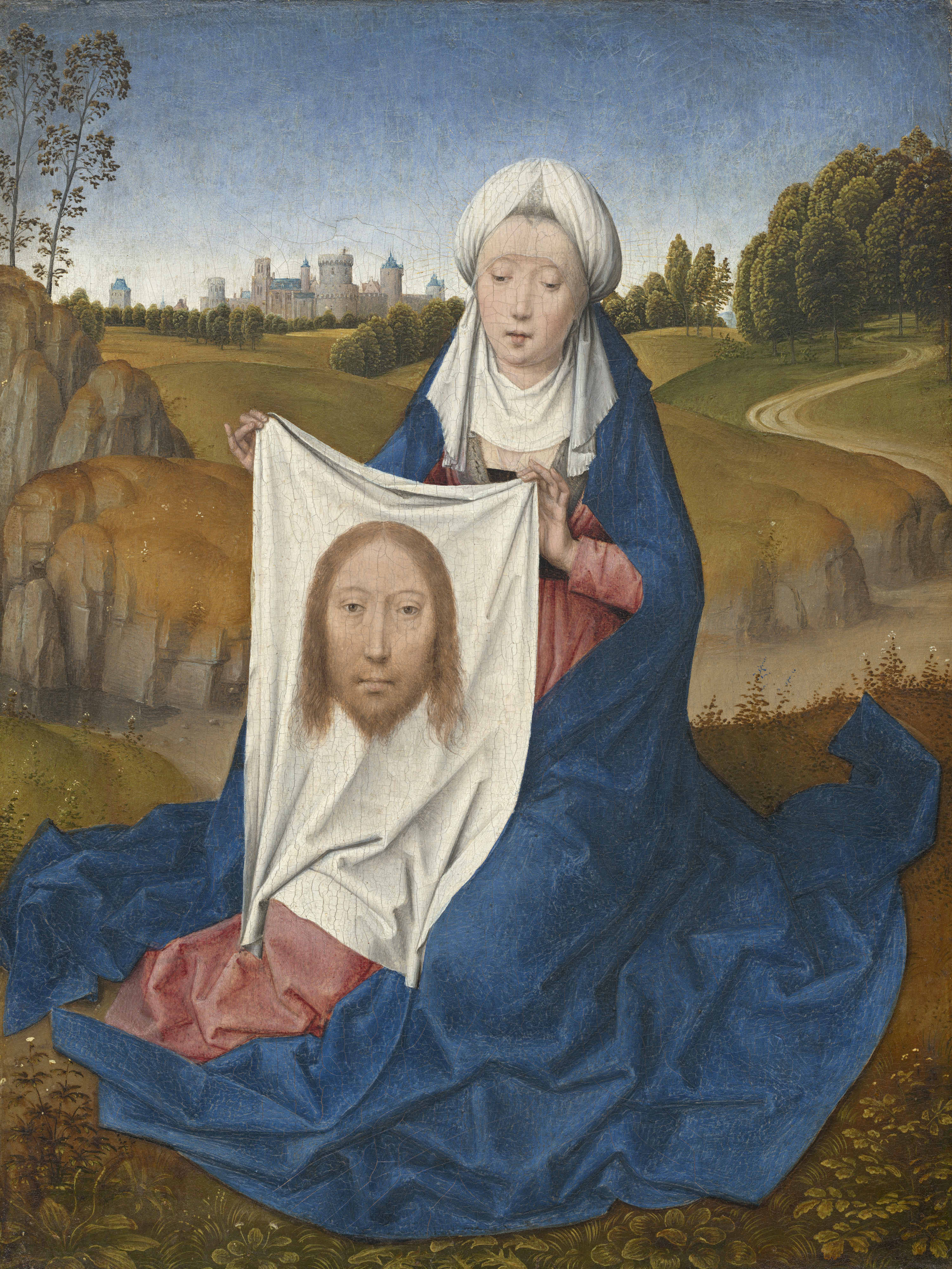
Hans Memling: Hl. Veronika, um 1470

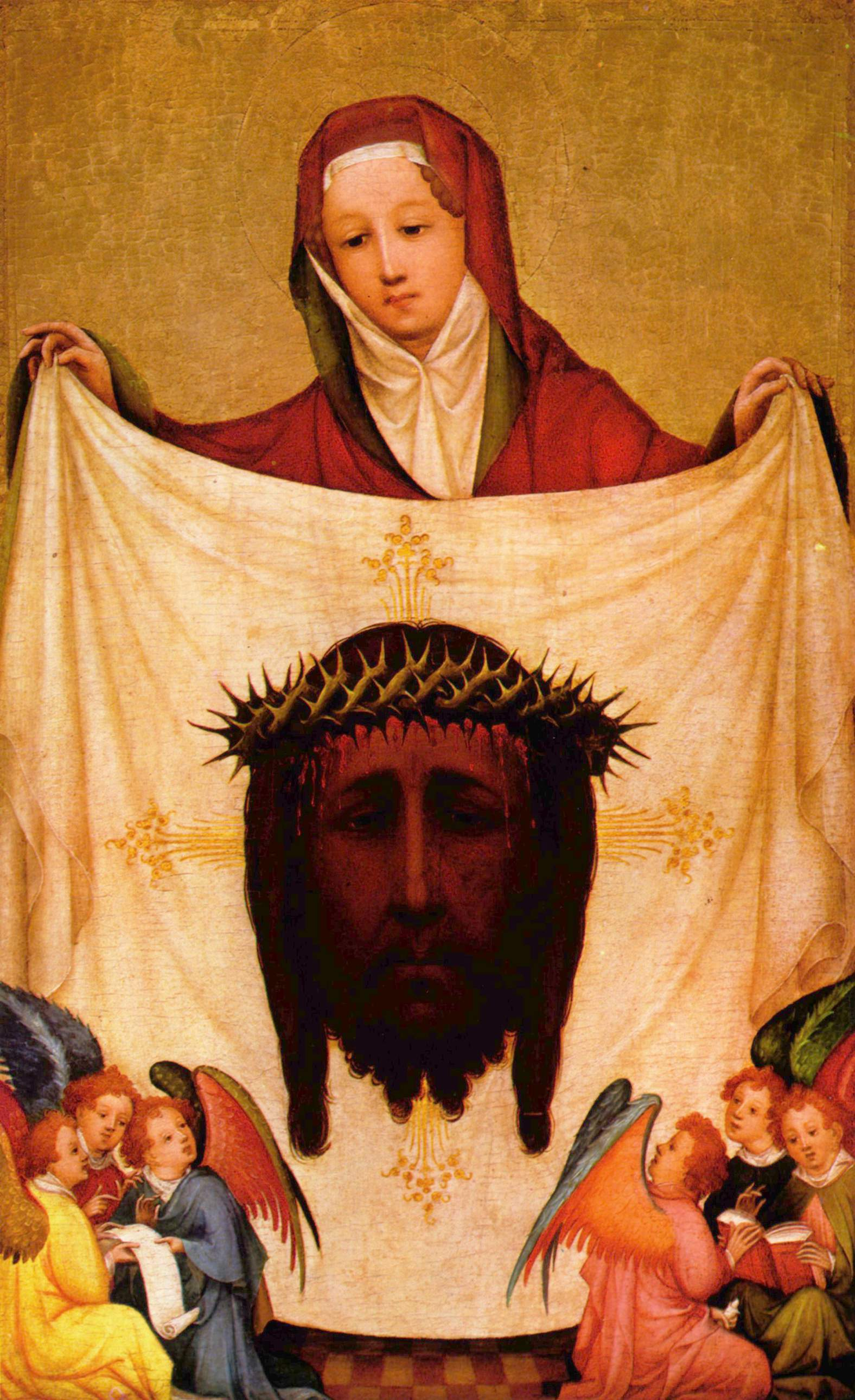
Meister der heiligen Veronika: hl. Veronika mit dem Schweißtuch Christi, um 1420. München, Alte Pinakothek (wahrscheinlich aus St. Severin in Köln)

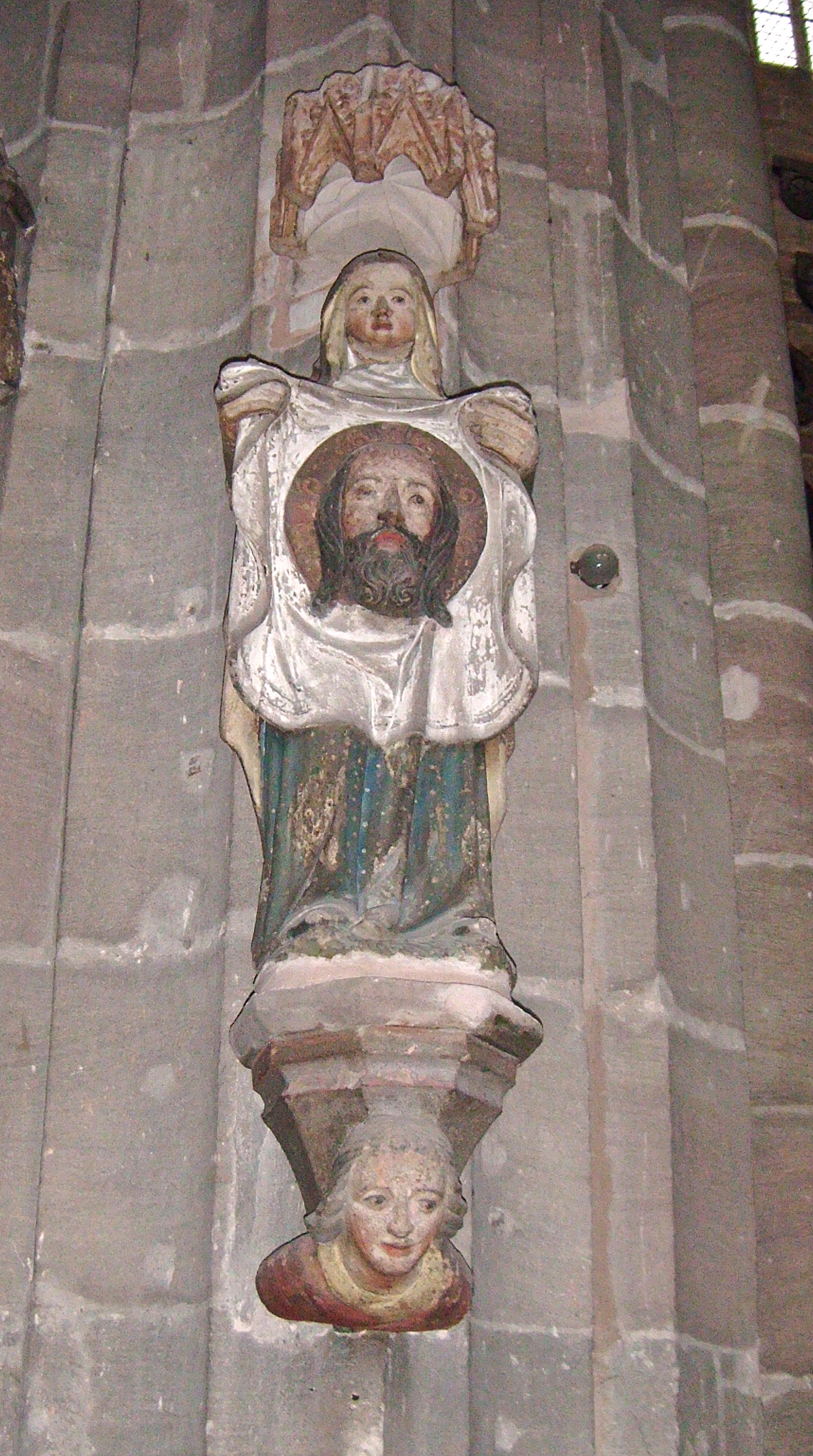
St. Veronika mit dem Schweißtuch, gotische Skulptur, St. Lorenz (Nürnberg)

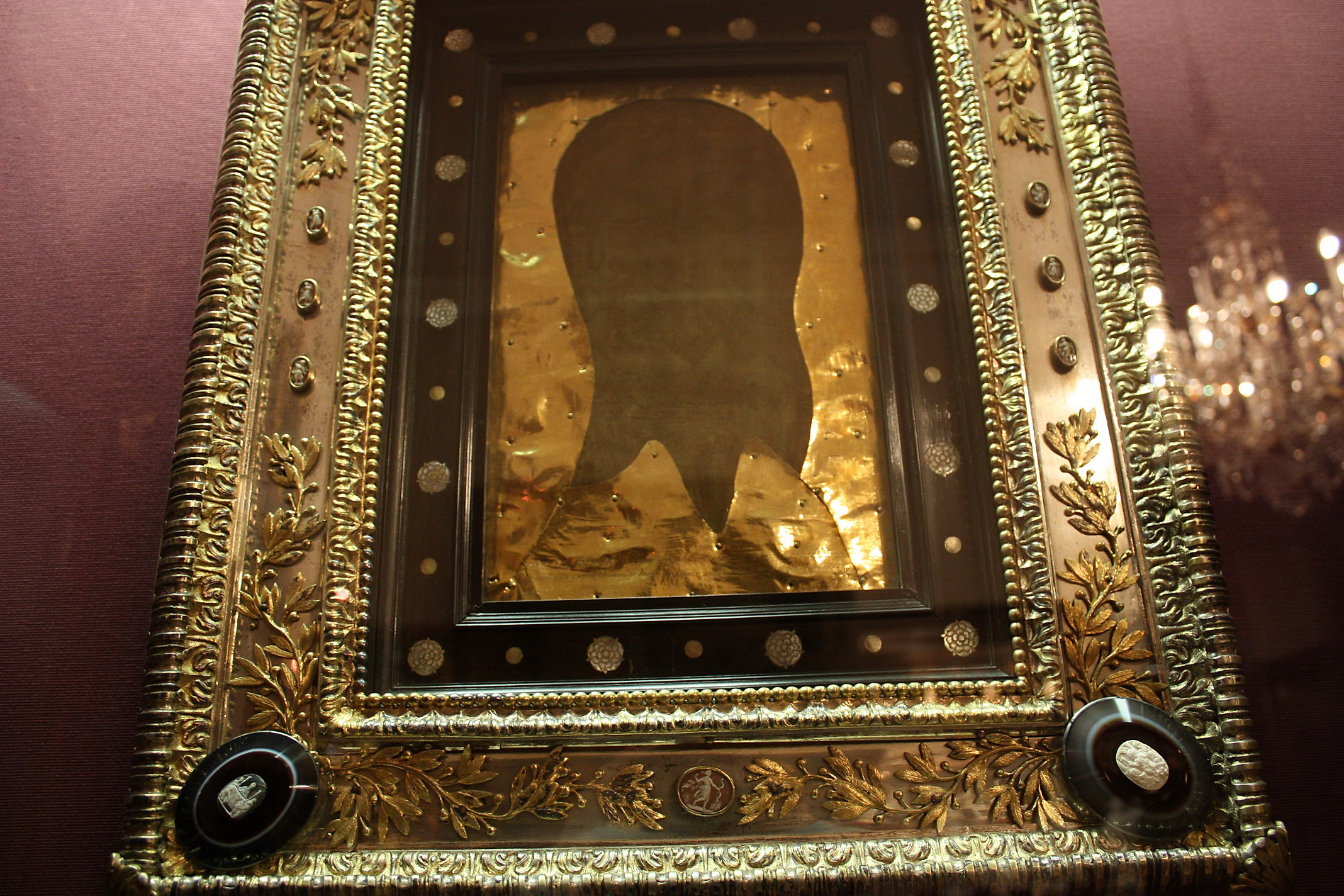
Schweißtuch in der Schatzkammer der Wiener Hofburg

Das Schweißtuch der Veronika (lateinisch Sudarium Christi, „Schweißtuch Christi“) ist ein Gegenstand der christlichen Überlieferung. Dieser zufolge reichte die heilige Veronika ihr Tuch Jesus Christus auf seinem Weg nach Golgota, um Schweiß und Blut von seinem Gesicht abzuwischen. Dabei soll sich das Gesicht Jesu auf wundersame Weise auf dem Schweißtuch als sogenanntes Veronikabild eingeprägt haben.

## Ursprung der Legende
In den synoptischen Evangelien des Neuen Testaments wird bei Mk 5,25 und Mt 9,20 ff über eine blutflüssige Frau berichtet, die schon zwölf Jahre an Blutungen litt und das Gewand Jesu von hinten berührte: „Sofort hörte die Blutung auf und sie spürte deutlich, dass sie von ihrem Leiden geheilt war.“ (Mk 5,29 )
In den apokryphen Acta Pilati, die auch Nikodemusevangelium genannt werden, trägt die blutflüssige Frau den Namen Berenike. Sie tritt bei Jesu Verhör durch Pontius Pilatus als Zeugin für Jesu Wundertaten auf (EvNik VII). In einer spätantiken koptischen Version der Acta Pilati aus dem 6. Jahrhundert prägte sich bei dieser Berührung Jesu Gesicht in das Tuch der Frau. Diese heilte damit den schwerkranken Kaiser Tiberius vom Aussatz. 
Die lateinische Übertragung von Berenike, Veronika, wurde später in der westlichen Darstellung als eine Zusammensetzung aus lateinisch vera, „wahr“ und griechisch Εικών ikon, „Bild“, in „wahres Bild“, umgedeutet.

## Weiterentwicklung
Da das Tuch zusammengelegt gewesen sei, so seien, heißt es, drei gleiche Abdrücke des Gesichts entstanden, von denen einer in Jerusalem geblieben, die anderen nach Rom und Jaén in Spanien gekommen seien. Aber noch etwa zehn andere Städte erheben Anspruch, solche Abdrücke zu besitzen.
Die byzantinische Legende – in Verbindung mit der Abgarlegende – erzählt, dass Jesus noch zu Lebzeiten dem König Abgar V. von Edessa – dem heutigen Şanlıurfa in der Türkei – ein wunderkräftiges Tuch mit dem Abbild seines Antlitzes zugesandt habe, das dieser am Stadttor von Edessa anbringen ließ; dort habe sich das Bild als Ziegelabdruck erhalten. Jüngere Fassungen dieser Legende berichten, dass nicht Abgar, sondern seine Tochter Berenike das Tuch erhalten habe. Kaiser Konstantin VII. ließ demnach 944 den Abdruck in seine Palastkapelle bringen; nach der Eroberung von Konstantinopel  – dem heutigen İstanbul  – 1204 durch die Kreuzfahrer verlor sich seine Spur.
Die Überlieferung, nach der Veronika ihr Tuch Jesus auf dem Weg nach Golgota gereicht habe, ist seit dem 12. Jahrhundert nachgewiesen. Ebenfalls seit dem 12. Jahrhundert ist in Rom ein Bild der hl. Veronika mit dem Schweißtuch bekannt, und in dieser Form fand die Überlieferung im Mittelalter weite Verbreitung. Im Kreuzweg ist diese Szene als sechste Station dargestellt.

## Reliquien
Eine lange als das echte Schweißtuch verehrte Kopie wurde 1721 dem Habsburger-Kaiser Karl VI. geschenkt und ist heute in der Schatzkammer der Wiener Hofburg öffentlich zugänglich. Das Wiener Schweißtuch ist mutmaßlich eine von fünf bekannten Kopien, die im Jahre 1616 vom damaligen vatikanischen Schweißtuch angefertigt wurden.

## Sonstiges
Im spanischen Stierkampf gibt es die Figur der „Veronica“, bei der der Matador seine muleta ähnlich hält wie Veronika das Schweißtuch in der Ikonographie.